# Simone von Zglinicki

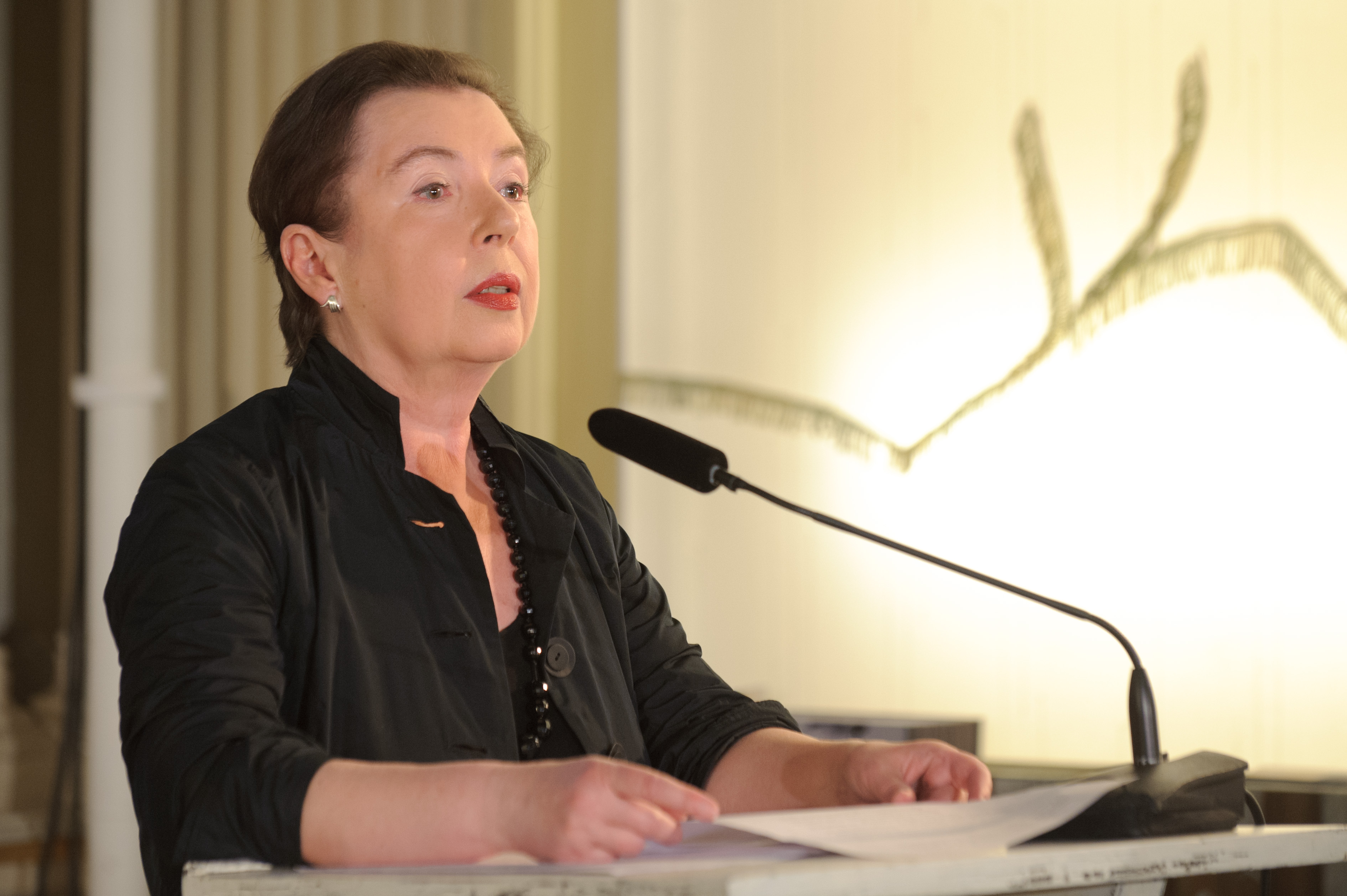
Simone von Zglinicki (2012)

Simone von Zglinicki (* 3. September 1951 in Chemnitz) ist eine deutsche Film- und Theaterschauspielerin.

## Leben
Nach dem Abitur studierte Simone von Zglinicki von 1969 bis 1974 an der Theaterhochschule Leipzig und ist seit Studiumsende Mitglied des Deutschen Theaters Berlin.

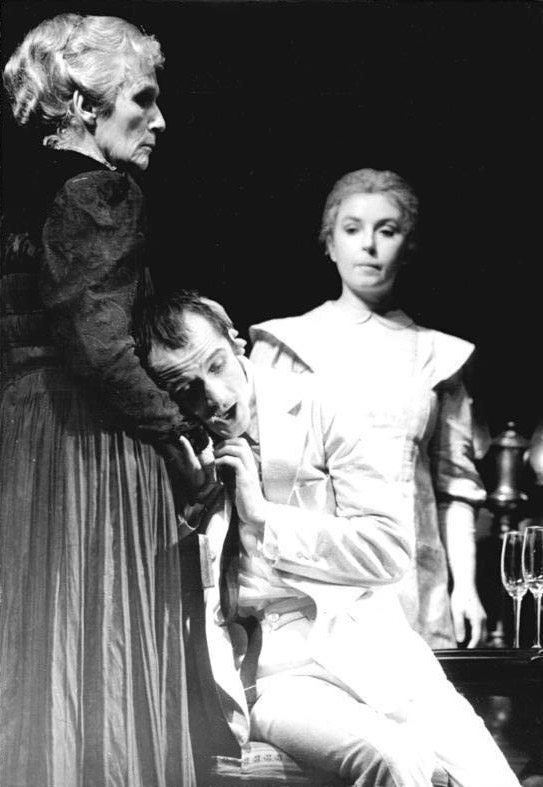
Inge Keller (l.) mit Ulrich Mühe (Mitte) und Simone von Zglinicki (r.) bei einer Aufführung von Ibsens Gespenstern, 18. November 1983

Am Deutschen Theater Berlin war sie unter anderem als Miranda in Der Sturm von Shakespeare (Regie: Friedo Solter), als Nina in Wolfgang Heinz’ Inszenierung von Anton Tschechows Die Möwe, als Regine in Thomas Langhoffs Inszenierung von Ibsens Gespenstern, als Katharine in Der Widerspenstigen Zähmung und als Frau Krehler in Georg Kaisers Kanzlist Krehler (Regie: Sylvain Maurice) zu sehen. Unter der Regie von Alexander Lang spielte sie in Der Cid, Die traurige Geschichte von Friedrich dem Großen von Heinrich Mann, Ein Sommernachtstraum und Karate Billy kehrt zurück. Des Weiteren verkörperte sie eine der Hauptrollen in Konstanze Lauterbachs Inszenierung von Jean Genets Die Zofen und war in Friedrich Dürrenmatts Die Physiker (Regie: András Fricsay) zu sehen. Unter der Regie von Jürgen Gosch spielte sie in  Der Reigen , Auf der Greifswalder Straße und die Polina in Die Möwe. In den letzten Jahren arbeitete sie mit jungen Regisseuren zusammen, so mit Philipp Preuss in Rainer Werner Fassbinders Drama Die bitteren Tränen der Petra von Kant, und unter der Regie von Sabine Auf der Heyde in Dylan Thomas’ Unter dem Milchwald.
Simone von Zglinicki spielte in zahlreichen Kino- und TV-Produktionen mit. Noch während ihres Studiums wurde sie 1973 für die Hauptrolle der Susanne in Bernhard Stephans Für die Liebe noch zu mager? gecastet, als die ursprünglich vorgesehene Katharina Thalbach aufgrund ihrer Schwangerschaft ausfiel. Danach wirkte Zglinicki unter anderem in dem Märchenfilm Hans Röckle und der Teufel (1974), in der Tragikomödie Märkische Forschungen (1982), in dem mehrfach ausgezeichneten Kinderfilm Sabine Kleist, 7 Jahre… (1982), in dem Fernsehfilm Das andere Leben des Herrn Kreins (1994), in dem Filmdrama Das Versprechen (1995), neben Susanne Bormann in dem Jugendfilm Raus aus der Haut (1997) sowie in dem TV-Katastrophenfilm Restrisiko (2011) mit.
Sie arbeitet kontinuierlich für TV-Produktionen wie Tatort, Polizeiruf 110, In aller Freundschaft sowie für den Hörfunk und für Hörbücher.
Von Zglinicki lebt in Berlin.

## Filmografie (Auswahl)
- 1974: Für die Liebe noch zu mager?
- 1974: Liebe mit 16
- 1974: Hans Röckle und der Teufel
- 1974: Der Untergang der Emma
- 1977: Ottokar der Weltverbesserer
- 1977: Die Flucht
- 1978: Polizeiruf 110: Die letzte Chance (Fernsehreihe)
- 1979: Schatzsucher
- 1982: Märkische Forschungen
- 1982: Sabine Kleist, 7 Jahre…
- 1983: Die traurige Geschichte von Friedrich dem Großen (Theateraufzeichnung)
- 1983: Pianke (Fernsehfilm)
- 1983: Der Bastard (Fernsehzweiteiler von Klaus Gendries)
- 1984: Erscheinen Pflicht
- 1984: Ach du meine Liebe (Fernsehfilm)
- 1985: Die Rundköpfe und die Spitzköpfe (Theateraufzeichnung)
- 1986: Fahrschule
- 1988: Polizeiruf 110: Der Mann im Baum
- 1988: Stunde der Wahrheit
- 1989: Schulmeister Spitzbart
- 1990: Alter Schwede
- 1991: Vaněk-Trilogie (Studioaufzeichnung)
- 1994: Das Versprechen
- 1996: Polizeiruf 110: Kurzer Traum
- 1997: Raus aus der Haut
- 1999: Klemperer – Ein Leben in Deutschland
- 2000: Polizeiruf 110: Böse Wetter
- 2001: Polizeiruf 110: Bei Klingelzeichen Mord
- 2001: Herzrasen
- 2002: Liebling, bring die Hühner ins Bett
- 2002: Wer schenkt mir eine Rose
- 2002: In aller Freundschaft Folge 154: Der Sohn des Polizisten
- 2003: Tatort: Atlantis (Fernsehreihe)
- 2003: Familie Dr. Kleist
- 2004: Tatort: Teufelskreis
- 2006: Tatort: Sonnenfinsternis
- 2007: Tatort: Die Falle
- 2007: Tatort: Die Anwältin
- 2008: Die Stein
- 2009: Die Rebellin
- 2009: Liebling, weck die Hühner auf
- 2011: Restrisiko
- 2012: Willkommen in Kölleda
- 2016: Mutter reicht’s jetzt
- 2021: Meeresleuchten

## Theater
- 1974: William Shakespeare: Der Sturm (Miranda) – Regie: Friedo Solter (Deutsches Theater Berlin)
- 1975: Henrik Ibsen: Ein Volksfeind (Stockmanns Tochter) – Regie: Klaus Erforth/Alexander Stillmark (Deutsches Theater Berlin – Kammerspiele)
- 1976: Georg Hirschfeld: Pauline (Frau Sperling) – Regie: Alexander Lang (Deutsches Theater Berlin – Kammerspiele)
- 1976: Arnold Wesker: Tag für Tag (Beatie Bryant) – Regie: Horst Schönemann (Deutsches Theater Berlin – Kammerspiele)
- 1978: Alexander Wampilow: Letzten Sommer in Tschulimsk (Valentina) – Regie: Horst Schönemann (Deutsches Theater Berlin – Kammerspiele)
- 1979: Peter Hacks: Prexaspes – Regie: Cox Habbema/Eberhard Esche (Deutsches Theater Berlin)
- 1980: William Shakespeare: Ein Sommernachtstraum (Hermia) – Regie: Alexander Lang (Deutsches Theater Berlin)
- 1980: Federico García Lorca: Bernarda Albas Haus (Adela) – Regie: Piet Drescher (Deutsches Theater Berlin)
- 1980: Anton Tschechow Die Möwe (Nina) – Regie: Wolfgang Heinz (Deutsches Theater Berlin)
- 1981: Tadeusz Różewicz: Weiße Ehe (Küchenmamsell) – Regie: Rolf Winkelgrund (Deutsches Theater im Maxim-Gorki-Theater Berlin)
- 1983: Bertolt Brecht: Die Rundköpfe und die Spitzköpfe – Regie: Alexander Lang (Deutsches Theater Berlin)
- 1984: Federico García Lorca: Yerma (Kindsmutter) – Regie: Klaus Erforth (Deutsches Theater Berlin – Kammerspiele)
- 1984: Oscar Wilde: Bunbury oder Die Wichtigkeit Ernst zu sein – Regie: Klaus Piontek (Deutsches Theater Berlin)
- 1985: William Shakespeare: Der Kaufmann von Venedig (Nerissa) – Regie: Thomas Langhoff (Deutsches Theater Berlin)
- 1985: Pedro Calderón de la Barca: Das Leben ist Traum (Stella) – Regie: Friedo Solter (Deutsches Theater Berlin)
- 1986: Sean O’Casey: Kikeriki (Dienstmädchen Marion) – Regie: Rolf Winkelgrund (Deutsches Theater Berlin)
- 1986: Hermann Sudermann: Der Sturmgeselle Sokrates (Schankmädchen) – Regie: Thomas Langhoff (Deutsches Theater Berlin – Kammerspiele)
- 1991: George Bernard Shaw: Ländliche Werbung – Regie: Klaus Piontek (Deutsches Theater Berlin)
- 1992: Klaus Pohl: Karate-Billi kehrt zurück (Frau des Bürgermeisters) – Regie: Alexander Lang (Deutsches Theater Berlin)
- 1993: Pierre Corneille: Der Cid – Regie: Alexander Lang (Deutsches Theater Berlin)
- 1994: Lope de Vega: Der hat uns gerade noch gefehlt – Regie: Katja Paryla (Deutsches Theater Berlin)
- 2002: Eugene O’Neill: Trauer muss Elektra tragen – Regie: Konstanze Lauterbach (Deutsches Theater Berlin)
- 2004: Jean Genet: Die Zofen (Claire) – Regie: Konstanze Lauterbach (Deutsches Theater Berlin)
- 2005: Georges Feydeau: Ein Klotz am Bein – Regie: Thomas Schulte-Michels (Deutsches Theater Berlin)
- 2006: Neil Simon: Sonny Boys – Regie: Martin Duncan (Deutsches Theater Berlin)
- 2008: Arthur Miller: Hexenjagd (Ann Putnam) – Regie: Thomas Schulte-Michels (Deutsches Theater Berlin – Kammerspiele)
- 2009: William Shakespeare: Othello – Regie: Jette Steckel (Deutsches Theater Berlin)
- 2013: Ödön von Horváth: Geschichten aus dem Wiener Wald – Regie: Michael Thalheimer (Deutsches Theater Berlin)

## Synchronrollen
- 1968: Katerine Mousseau in Die Verführung eines jungen Mädchens als Katerine
- 1972: Natalya Petrova in Ruslan und Ljudmila als Ljudmila
- 1976: Irina Masurkowitsch in Wie der Zar Peter seinen Mohren verheiratete als Natascha
- 1976: Miou–Miou in F wie Fairbanks als Marie
- 1979: Julie Jurištová in Schneeweißchen und Rosenrot als Schneeweißchen
- 1981: Libuše Šafránková in Lauf, Ober, lauf! als Helenka Vránová
- 1982: Georgia Slowe in Marco Polo als Katharina

## Hörspiele
- 1978: Phineas Taylor Barnum: Alles Humbug (Jenny) – Regie: Joachim Staritz (Rundfunk der DDR)
- 1979: Leonid Solowjow: Nasreddin in Buchara (Gjüldschan, Njas Tochter) – Regie: Dieter Scharfenberg (Kinderhörspiel – Litera)
- 1980: Brigitte Hähnel: Freitagnacht (Rita) – Regie: Fritz-Ernst Fechner (Hörspiel – Rundfunk der DDR)
- 1984: Bertolt Brecht: Furcht und Elend des Dritten Reiches – Regie: Achim Scholz (Hörspiel – Rundfunk der DDR)
- 1984: Albert Wendt: Vogelkopp (Vogelmutter) – Regie: Norbert Speer (Kinderhörspiel – Rundfunk der DDR)
- 1984: Annelies Schulz: Schiewas Rache oder Die Geschenke der Götter (Lakme) – Regie: Norbert Speer (Kinderhörspiel – Rundfunk der DDR)
- 1985: Eugen Eschner: Der Rattenfänger von Hameln – Regie: Norbert Speer (Kinderhörspiel – Rundfunk der DDR)
- 1985: Wilhelm Jacoby/Carl Laufs: Pension Schöller (Friderike) – Regie: Norbert Speer (Hörspiel – Rundfunk der DDR)
- 1985: Horst Hawemann: Die Katze, die immer nur ihre eigenen Wege ging (Katze, die macht, was sie will) – Regie: Barbara Plensat (Kinderhörspiel frei nach Motiven von Rudyard Kipling – Litera)
- 1986: Volksmärchen: Petrea und die Blütenkaiserin und andere Volksmärchen aus aller Welt (2. und 4. Biene, Schneeglöckchen, Sonne) – Regie/Bearbeitung: Dieter Scharfenberg (Kinderhörspiel – Litera)
- 1987: Theodor Fontane: Frau Jenny Treibel (Corinna) – Regie: Werner Grunow (Hörspiel – Rundfunk der DDR)
- 1987: Selma Lagerlöf: Der Wechselbalg – Regie: Christa Kowalski (Hörspiel – Rundfunk der DDR)
- 1987: Brüder Grimm: Brüderchen und Schwesterchen (Tochter der Hexe) – Regie: Maritta Hübner (Kinderhörspiel – Litera)
- 1987: Andreas Scheinert: Des Teufels Triller (Gretel) – Regie: Andreas Scheinert (Hörspiel – Litera)
- 1988: Pjotr Jerschow: Gorbunok, das Wunderpferdchen (Prinzessin) – Regie: Norbert Speer (Kinderhörspiel – Rundfunk der DDR)
- 1988: Homer: Die Irrfahrten des Odysseus (Leukothea) – Regie: Werner Buhss (Kinderhörspiel (6 Teile) – Rundfunk der DDR)
- 1988: Hans Christian Andersen: Die kleine Seejungfrau (Anemona) – Regie: Werner Buhss (Kinderhörspiel – Litera)
- 1995: Werner Buhss: Kein Lied nach meinem mehr – Regie: Werner Buhss (DLR)
- 1998: Michail Bulgakow: Der Meister und Margarita – Regie: Petra Meyenburg (Hörspiel (30 Teile) – MDR)
- 1991: Waldemar Bonsels: Die Biene Maja (Maja, eine junge Biene) – Regie: Werner Grunow (Kinderhörspiel – DS Kultur)
- 1999: Andreas Knaup: Erinnern – Vergessen (Lara) – Regie: Robert Matejka (Kriminalhörspiel – DLR)
- 1999: Gerdt von Bassewitz: Peterchens Mondfahrt (Nachtfee) – Regie: ? (Kinderhörspiel-CD – Sauerländer Argon Verlag)
- 2007: Friedrich Wolf: Das Osterhasenfell oder Eine lange Geschichte (Weißfell) – Regie: ? (Kinderhörspiel-CD – Der Audio Verlag)
- 2015: Holger Siemann: Der Tod und die Schweine – Regie: Claudia Johanna Leist (Kriminalhörspiel – WDR)

## Auszeichnungen
- 1980: Kunstpreis der DDR[1]
- 1985: Kritikerpreis der Berliner Zeitung: Beste Schauspielerin[2]